# João Pedro Rodrigues
João Pedro Rodrigues (Lisbona, 20 settembre 1966) è un regista portoghese.

## Biografia
João Pedro Rodrigues ha studiato alla Scuola di Teatro e Cinema del Portogallo. Ha iniziato la propria carriera come assistente alla regia, tra gli altri, di Alberto Seixas Santos, esponente del Novo Cinema e Teresa Villaverde.
Nel 1997 esordisce alla regia sulla scena internazionale con il cortometraggio di 14 minuti, a tematica LGBT, Parabéns!, presentato alla 54ª Mostra internazionale d'arte cinematografica di Venezia. L'anno seguente si dedica al film documentario Viagem à Expo.
Nel 2000 gira il suo primo lungometraggio Il fantasma (O Fantasma), una pellicola dedicata al tema dell'omosessualità che racconta la vita sessuale estrema di un netturbino di Lisbona. Il cast è composto dagli attori Ricardo Meneses, che per questa interpretazione otterrà una nomination come miglior attore ai Golden Globe del Portogallo del 2001, Beatriz Torcato e Andre Barbosache.
Nel 2005, grazie alla partecipazione di Odete al Festival di Cannes 2005, nella sezione Quinzaine des Réalisateurs ottiene di nuovo visibilità su scala internazionale. Negli anni seguenti dirige il cortometraggio China China e il lungometraggio Morrer como um Homem.
Nel 2016 è presente nella sezione Onde del 34° Torino Film Festival con il film O ornitólogo.

## Filmografia

### Regista
- O Pastor (1988) – cortometraggio
- Parabéns! (1997) – cortometraggio
- Esta é a minha Casa (1997) – documentario
- Viagem à Expo (1998) – documentario
- Il fantasma (O Fantasma) (2000)
- Odete (2005)
- China China (2007) – cortometraggio
- Morrer como um Homem (2009)
- Alvorada vermelha (2011) – cortometraggio
- Manhã de Santo António (2012) – cortometraggio
- A ultima vez que vi Macau (2012)
- O Corpo de Afonso (2012) – cortometraggio
- Mahjong (2013) – cortometraggio
- Venice 70: Future Reloaded (2013) – documentario
- IEC Long (2015) – cortometraggio
- O Ornitólogo (2016)
- Fuoco fatuo (Fogo-Fátuo) (2022)
- Where Is This Street? Or with No Before and After (2022) – documentario

## Riconoscimenti
- 2022
  - Torino Film Festival: Premio Speciale della Giuria (concorso documentari internazionali) per Where Is This Street? Or with No Before and After